# Yi San
Yi San (en hangul, 이산; en hanja, 李祘; romanización revisada, I San), también conocida como Lee San: The Wind of the Palace, es una serie de televisión sageuk surcoreana emitida por MBC desde el 17 de septiembre de 2007 hasta el 16 de junio de 2008. La serie dramatiza la vida del Rey Jeongjo, el vigésimo segundo gobernante de la Dinastía Joseon. Fue dirigida por Kim Geun Hong y Lee Byung Hoon, este último anteriormente a cargo de la popular serie Una joya en el palacio en 2003.
Está protagonizada por Lee Seo Jin y Han Ji Min. Durante su periodo de emisión Yi San rápidamente alcanzó cuotas superiores a 30% de audiencia, siendo extendida de 60 episodios originalmente, en 17  adicionales, finalizando con un total de 77 capítulos. La serie fue transmitida en el horario de los lunes y martes, sustituyendo a El príncipe del café y posteriormente tras su término fue reemplazada por When It's At Night.

## Argumento
Durante los primeros años del Rey, se hace amigo de dos niños que trabajan en el palacio que luego son expulsados. Rey Yeongjo (abuelo de Jeongjo) encierra al padre de Jeongjo, el Príncipe Heredero Sado, en un cofre de almacenamiento de arroz, sin comida ni agua porque teme que el príncipe de la corona está planeando un golpe de Estado. Jeongjo quiere salvar a su padre, y con la ayuda de sus amigos Seong Song Yeon y el Parl Dae Su, plantean al Rey Yeongjo perdonar al príncipe heredero.
Posteriormente Jeongjo de edad adulta cuando él y sus amigos restablecen contacto con los demás. En todo momento, la posición de Jeongjo como príncipe heredero se ve amenazada por las intrigas palaciegas. El Príncipe heredero, Jeongjo, comienza a enamorarse de uno de sus amigos de la infancia, Seong Song Yeon, cuyo padre, un artista de palacio, murió cuando ella era joven. La historia sigue a continuación de Yi San ascenso al poder, su asunción de la gobernación real, y el palacio lleno de intrigas que tiene que proteger constantemente contra de la Facción No Ron.

## Reparto

### Personajes principales
- Lee Seo Jin como Yi San / Rey Jeongjo:
  - Park Ji-bin como Yi San (de joven)

Él es el único hijo del príncipe heredero Sado y la dama Hyegyeong, es extremadamente amable y generoso, hace frecuentes viajes disfrazado para ver cómo la gente común están haciendo. No guardaba rencor contra el rey Yeongjo, su abuelo, a pesar del tratamiento a veces injusto y cruel de Yeongjo hacia él y su abuelo a quien amaba profundamente. Fiel a sus temas y personas, lo odia cuando alguien corre el riesgo de su propia vida por la suya, y siempre trata de proteger su lugar.
Mientras él sigue siendo el príncipe heredero, se enamora de Song Yeon quien se convirtió en su fuente de confort y calidez. Más tarde, cuando se convierte en rey, Song Yeon, pasó a ser su concubina. Aunque San trata de ocultarlo, él nunca le gustó las otras concubinas su madre trajo y casi nunca paso tiempo con ellas como lo hizo con Song Yeon, y aunque debía hacerlo de vez en cuando, lo tomaba como un deber de un Rey. Adicionalmente gusta de practicar artes marciales con la Guardia Real.
- Han Ji-min como Seong Song Yeon:

Es el amor de Rey Jeongjo. Ella es la hija de una calificada artista de palacio, y por lo tanto ella tiene una afición por el arte. Se convirtió en huérfana a temprana edad, junto a un hermano pequeño, posteriormente fue recogida por un familiar que le ayudó a convertirse en una dama del palacio para que pudiese también ganar una posición en el palacio. Cuando tenía 11 años, finalmente entró en el palacio, y su pariente envió a su hermano pequeño a un médico local, quien tuvo la amabilidad de adoptarlo. Finalmente muere de cáncer de hígado durante el embarazo de su segundo hijo.
- Lee Soon-jae como Rey Yeongjo:

Es el abuelo de Jeongjo, fue el vigésimo primer soberano de Corea antes de que San se hiciera cargo. Adicionalmente tiene más hijos, el Príncipe Heredero Sado, y la princesa Hwawan. El siempre sospechaba que su segundo hijo de cometiera traición. Al igual que San, Yeongjo amaba a la gente y cuando se supo que iba a morir, ese día se escabulló del palacio y se fue a su residencia privada para que pudiera morir en medio del pueblo, cosa que hizo. Antes de morir, le encargó Seong Song Yeon, crear un retrato del Príncipe Heredero Sado. Después de que ella lo terminó y se fue, él murió mientras miraba la pintura, mientras que pedir disculpas a su hijo por ser un terrible padre, con la promesa de ser un mejor padre para él en la otra vida. Yeongjo murió en el año 1777 a los 80 años.
- Han Sang-jin como Hong Guk-young:[7]

Es la mano derecha del Rey Jeongjo, así como primo lejano de su madre, la Dama Hyegyeong (ambos son miembros del clan Hong Pyeongsan). Es un asesor muy leal a Jeongjo pero es muy ambicioso y puede ser un poco sombrío. Hong es a veces hambriento de poder y cuando lo ha hecho, a veces abusa. También fue el tutor principal que ayudó Dae Su cuando estaba entrenando para el examen militar.
- Lee Jong-soo como Park Dae Su:[7]

Es el oficial militar favorito del rey Jeongjo. Dae Su originalmente era un eunuco menor en el palacio, debido a que no fue castrado, porque quería irse. Cuando trató de huir, conoció a Song Yeon y San. Al igual que Song Yeon, él también fue expulsado por ayudar a San. Cuando Song Yeon entró en la Oficina, Dae Su tomó el examen militar y se convirtió en un guardia de palacio, y se convirtió en un guardia del príncipe heredero (San).

### Personajes secundarios
- Kyun Mi Ri como Lady Hye Kyeong.
- Kim Yeo-jin como Reina Jeongsun.[7]
- Sung Hyun Ah como Princesa Hwa Wan.
- Jo Yeon Woo como Jung Hu Kyeom.
- Song Chang Ui como Jung Yak Yong.
- Seo Bum Shik como Seo Jang Bo.
- Jang Hee Woong como Kang Seok Ki.
- Maeng Sang Hoon como Nam Sa Cho.
- Han In Soo como Ministro Chae Je Gong.
- Lee Hee Do como Park Dal Ho.
- Kyung In Sun como Mak Sun.
- Ji Sang Ryul como Artista Lee Chun.
- Yoo Min Hyuk como Artista Tak Ji Soo.
- Shin Guk como Park Young Moon.
- Lee Ip Sae como Cho Bi.
- Kim Yoo Jin como Shi Bi.
- Lee Seung Ah como Mi Soo.
- Oh Ji Eun como Yeo Jin.
- Lee David como Príncipe Euneon.
- Jo Kyung Hwan como Choi Suk Joo.
- Shin Choong Shik como Hong Bong Han.
- Nah Sung Gyoon como Hong In Hwan.
- Jung Myung Hwan como Kim Kwi Joo.
- Lee Jae Yong como Jang Tae Woo.
- Jung Ho Geun como Min Joo Shik.

### Otros personajes
- Jo Jae-yoon.

## Premios y nominaciones
2007 MBC Drama Awards
- Premio a la alta excelencia, actor: Lee Seo Jin.
- Premio a la excelencia, actriz: Han Ji Min.
- Mejor actor adolescente: Park Ji-bin.
- Mejor guionista: Kim Yi Young.
- Golden Acting Award, Actor in a Historical Drama: Lee Soon-jae
- Drama favorito del año de los espectadores (nominado).
- Premio a la popularidad, actor: Lee Seo Jin (nominado).
- Premio a la popularidad, actriz: Han Ji Min (nominado).
- Premio a la mejor pareja: Lee Seo Jin y Han Ji Min (nominado).

2008 Baeksang Arts Awards
- Mejor director (TV): Lee Byung Hoon (nominado).
- Mejor actor (TV): Lee Seo Jin (nominado).
- Mejor actor nuevo (TV): Han Sang Jin (nominado).

## Emisión internacional
- China: CCTV-8 y aTV Home (2011).
- Filipinas: GMA Network (2012).
- Hong Kong: Phoenix TV (2009-2010), aTV Home (2011) y Now 101 (2012).
- Irán: IRIB TV5 (2014).
- Japón: NHK (2008-2011) y NHK BS2 (2011-2013).
- Macao: aTV Home (2011).
- Rumanía: TVR.
- Sri Lanka: Rupavahini (2014).
- Tailandia: Channel 3 (2008-2009).
- Taiwán: GTV (2008) y Top TV (2013).
- Vietnam: HTV3.